# SYUPRO-DX
株式会社シュウプロデラックス（英: SYUPRO-DX Inc.）は、日本のコンピュータゲーム開発会社、ならびにその前身となったゲームクリエイター集団。スマートフォン用ゲームアプリの企画・制作を中心に活動している。

## 概要
2011年より活動開始、2015年に法人化。地元の同級生3人で結成されている。

## メンバー
- 浜中剛（はまなか たけし）- 代表。システム開発・プログラム。
- 横田純（よこた じゅん） - 企画・シナリオ。
- 入間川幸成（いるまがわ ゆきなり） - サウンド。

## 作品

### ゲーム
- THE・土下座（2011年10月13日、iOS）
- お前とお前は帰ってよし！（2012年3月5日、iOS）
- 自動ドアに挟まれて（2012年3月14日、iOS）
- 今すぐ装備していくかい？（2012年4月25日、iOS）
- 彼はパイルドライバー（2012年5月3日、iOS）
- 回るインテリ（2012年11月11日、iOS・Android）
- 電波バリ3！鉄太郎（2013年1月8日、iOS・Android）
- 拝啓、モールス信号（2013年1月8日、iOS・Android）
- 母ちゃんの奴隷（2013年1月15日、iOS・Android）
- 乾杯のしすぎ（2013年2月1日、iOS・Android）
- 観覧車キッス（2013年2月8日、iOS・Android）
- あなたってよく見るとドブネズミみたいな顔してるわね（2013年5月16日、iOS・Android）
- 奴は四天王の中で最も金持ち（2014年10月30日、iOS・Android）
- 彼女は最後にそう言った（2015年5月10日、iOS・Android）
- 世界一長い5分間（2016年7月28日、PlayStation Vita / 2018年2月14日、Steam / 2018年4月26日、Nintendo Switch 共同開発・発売：日本一ソフトウェア）
- 終わらない夕暮れに消えた君（2017年3月31日、iOS・Android）
- どうして勇者様はそんなに弱いのですか？（2017年12月8日、iOS・Android）※シナリオ：ハサマ
- DESTINY CONNECT（2019年3月14日、PlayStation 4・Nintendo Switch 共同開発・発売：日本一ソフトウェア）
- ココロインサイド（2020年8月13日、iOS・Android）・2021年1月2日 追加シナリオ『プラスワン』配信・2021年4月18日 追加シナリオ『リビルド』配信
- フィーリングデス（2025年予定、Steam・iOS・Android 発売：room6）

### 漫画
- あなたってよく見るとドブネズミみたいな顔してるわね（全2巻、コミッククリア 2016年5月 - 2017年5月、エンターブレイン）※漫画：あきづきりょう

### 小説
- あなたってよく見るとドブネズミみたいな顔してるわね（2015年2月23日、リンダパブリッシャーズ）
- 終わらない夕暮れに消えた君（2017年、Pixiv chatstory）